# Springfield (Kalifornien)
|  | Dieser Artikel wurde aufgrund von inhaltlichen Mängeln auf der Qualitätssicherungsseite des Projektes USA eingetragen. Hilf mit, die Qualität dieses Artikels auf ein akzeptables Niveau zu bringen, und beteilige dich an der Diskussion! Eine nähere Beschreibung der zu behebenden Mängel fehlt. |

Springfield ist eine nicht-organisierte Ortschaft im Tuolumne County in Kalifornien, USA. Es liegt in der Sierra Nevada.

## Geschichte
Der Architekt William Carter erbaute den Ort 1820.